# Zeynī
Zeynī (persiska: زينی, Zīnī) är en ort i Iran.   Den ligger i provinsen Khorasan, i den östra delen av landet, 800 km öster om huvudstaden Teheran. Zeynī ligger 1 626 meter över havet och antalet invånare är 124.
Terrängen runt Zeynī är kuperad söderut, men norrut är den platt. Runt Zeynī är det glesbefolkat, med 12 invånare per kvadratkilometer. Närmaste större samhälle är Bīrjand, 12,3 km öster om Zeynī. Trakten runt Zeynī är ofruktbar med lite eller ingen växtlighet.